# Regno d'Olanda
Il Regno d'Olanda (Koninkrijk Holland in olandese, Royaume de Hollande in francese) fu istituito da Napoleone Bonaparte come stato fantoccio per il suo terzo fratello, Luigi Bonaparte, per controllare meglio il territorio dei Paesi Bassi.

## Storia
Il nome della provincia più importante, Olanda, fu dato in quel momento a tutto il Paese. Luigi non agì nelle aspettative di Napoleone - cercò infatti di mantenere e difendere gli interessi degli olandesi invece di quelli del fratello, ad esempio non volendo aderire al Blocco continentale contro il Regno Unito per non danneggiare l'economia del regno - e il regno fu sciolto nel 1810, quando i Paesi Bassi furono direttamente annessi alla Francia (1813).

## Geografia
Il Regno d'Olanda copriva l'area degli attuali Paesi Bassi, ad eccezione del Limburgo, e parti della Zelanda, che erano territori francesi. Anche la Frisia orientale (oggi parte della Germania) faceva parte del regno.